# Serie A (Italia) 1996-97
La Serie A 1996–97 fue la 95.ª edición del campeonato de fútbol de más alto nivel en Italia y la 65.ª bajo el formato de grupo único. Juventus ganó su 24° scudetto.

## Equipos participantes
| Equipo         | Ciudad        | Estadio                 |
| -------------- | ------------- | ----------------------- |
| Atalanta       | Bérgamo       | Atleti Azzurri d'Italia |
| Bologna        | Bolonia       | Renato Dall'Ara         |
| Cagliari       | Cagliari      | Sant'Elia               |
| Fiorentina     | Florencia     | Artemio Franchi         |
| Internazionale | Milán         | Giuseppe Meazza         |
| Juventus       | Turín         | Delle Alpi              |
| Lazio          | Roma          | Olímpico de Roma        |
| Milan          | Milán         | San Siro                |
| Napoli         | Nápoles       | San Paolo               |
| Parma          | Parma         | Ennio Tardini           |
| Perugia        | Perugia       | Renato Curi             |
| Piacenza       | Piacenza      | Galleana                |
| Reggiana       | Reggio Emilia | Giglio                  |
| Roma           | Roma          | Olímpico de Roma        |
| Sampdoria      | Génova        | Luigi Ferraris          |
| Udinese        | Údine         | Friuli                  |
| Verona         | Verona        | Marcantonio Bentegodi   |
| Vicenza        | Vicenza       | Romeo Menti             |

## Clasificación
| Pos. | Equipo            | Pts. | PJ | G  | E  | P  | GF | GC | Dif. | Clasificación 1997-98                          |
| ---- | ----------------- | ---- | -- | -- | -- | -- | -- | -- | ---- | ---------------------------------------------- |
| 1    | Juventus (C)      | 65   | 34 | 17 | 14 | 3  | 51 | 24 | +27  | Fase de grupos de la Liga de Campeones         |
| 2    | Parma             | 63   | 34 | 18 | 9  | 7  | 41 | 26 | +15  | Segunda ronda previa de la Liga de Campeones   |
| 3    | Inter de Milán    | 59   | 34 | 15 | 14 | 5  | 51 | 35 | +16  | Treintaidosavos de final de la Copa de la UEFA |
| 4    | Lazio             | 55   | 34 | 15 | 10 | 9  | 54 | 37 | +17  | Treintaidosavos de final de la Copa de la UEFA |
| 5    | Udinese           | 54   | 34 | 15 | 9  | 10 | 53 | 41 | +12  | Treintaidosavos de final de la Copa de la UEFA |
| 6    | Sampdoria         | 53   | 34 | 14 | 11 | 9  | 60 | 46 | +14  | Treintaidosavos de final de la Copa de la UEFA |
| 7    | Bologna           | 49   | 34 | 13 | 10 | 11 | 50 | 44 | +6   |                                                |
| 8    | Vicenza           | 47   | 34 | 12 | 11 | 11 | 43 | 38 | +5   | Dieciseisavos de final de la Recopa de Europa  |
| 9    | Fiorentina        | 45   | 34 | 10 | 15 | 9  | 46 | 41 | +5   |                                                |
| 10   | Atalanta          | 44   | 34 | 11 | 11 | 12 | 44 | 46 | −2   |                                                |
| 11   | Milan             | 43   | 34 | 11 | 10 | 13 | 43 | 45 | −2   |                                                |
| 12   | Roma              | 41   | 34 | 10 | 11 | 13 | 46 | 47 | −1   |                                                |
| 13   | Napoli            | 41   | 34 | 9  | 14 | 11 | 38 | 45 | −7   |                                                |
| 14   | Piacenza          | 37   | 34 | 7  | 16 | 11 | 29 | 45 | −16  | Desempate por la permanencia                   |
| 15   | Cagliari (D)      | 37   | 34 | 9  | 10 | 15 | 45 | 55 | −10  | Desempate por la permanencia                   |
| 16   | Perugia (D)       | 37   | 34 | 10 | 7  | 17 | 48 | 62 | −14  | Descenso de categoría                          |
| 17   | Hellas Verona (D) | 27   | 34 | 6  | 9  | 19 | 38 | 64 | −26  | Descenso de categoría                          |
| 18   | Reggiana (D)      | 19   | 34 | 2  | 13 | 19 | 28 | 67 | −39  | Descenso de categoría                          |

 Fuente: BDFutbol
Notas:
1. ↑  Vicenza se clasificó para los dieciseisavos de final de la Recopa de Europa como campeón de la Copa Italia 1996-97.

|            |
| Campeón    |
| Juventus   |
| 24º título |

## Resultados
| Local \ Visitante | ATA | BOL | CAG | FIO | INT | JUV | LAZ | MIL | NAP | PAR | PER | PIA | REG | ROM | SAM | UDI | VER | VIC |
| ----------------- | --- | --- | --- | --- | --- | --- | --- | --- | --- | --- | --- | --- | --- | --- | --- | --- | --- | --- |
| Atalanta          | —   | 1–1 | 4–1 | 2–2 | 1–1 | 1–1 | 2–1 | 0–2 | 2–2 | 1–2 | 2–2 | 4–0 | 1–0 | 0–4 | 4–0 | 1–0 | 1–0 | 3–1 |
| Bologna           | 3–1 | —   | 3–0 | 0–2 | 2–2 | 0–1 | 1–0 | 1–2 | 2–1 | 0–1 | 0–0 | 1–1 | 3–2 | 3–2 | 2–1 | 0–0 | 6–1 | 0–0 |
| Cagliari          | 2–0 | 2–2 | —   | 4–1 | 1–2 | 0–0 | 0–0 | 1–1 | 1–1 | 0–1 | 2–1 | 1–0 | 1–1 | 2–1 | 3–4 | 1–2 | 3–2 | 2–1 |
| Fiorentina        | 0–0 | 3–2 | 2–0 | —   | 0–0 | 1–1 | 0–0 | 1–0 | 3–0 | 1–0 | 4–1 | 1–1 | 3–0 | 2–1 | 1–1 | 2–3 | 2–0 | 2–4 |
| Internazionale    | 2–0 | 0–2 | 2–2 | 2–2 | —   | 0–0 | 1–1 | 3–1 | 3–2 | 3–1 | 1–0 | 2–0 | 3–1 | 3–1 | 3–4 | 1–1 | 2–1 | 0–1 |
| Juventus          | 0–0 | 1–0 | 2–1 | 1–0 | 2–0 | —   | 2–2 | 0–0 | 1–1 | 1–1 | 2–1 | 4–1 | 3–1 | 3–0 | 0–0 | 0–3 | 3–2 | 2–0 |
| Lazio             | 3–1 | 1–2 | 2–1 | 1–0 | 2–2 | 0–2 | —   | 3–0 | 3–2 | 2–1 | 4–1 | 2–0 | 6–1 | 0–0 | 1–1 | 0–1 | 4–1 | 0–2 |
| Milan             | 1–1 | 2–0 | 0–1 | 2–0 | 1–1 | 1–6 | 2–2 | —   | 3–1 | 0–1 | 3–0 | 0–0 | 3–1 | 1–1 | 2–3 | 2–1 | 4–1 | 1–0 |
| Napoli            | 0–1 | 3–2 | 1–1 | 2–2 | 1–2 | 0–0 | 1–0 | 0–0 | —   | 2–1 | 4–2 | 1–1 | 1–0 | 1–0 | 1–1 | 1–1 | 1–0 | 1–0 |
| Parma             | 0–0 | 1–0 | 3–2 | 0–0 | 1–0 | 1–0 | 2–0 | 1–1 | 3–0 | —   | 1–2 | 1–0 | 3–2 | 0–0 | 3–0 | 0–2 | 1–0 | 3–0 |
| Perugia           | 3–1 | 5–1 | 3–2 | 1–1 | 0–0 | 1–2 | 1–2 | 1–0 | 1–1 | 1–2 | —   | 1–1 | 1–3 | 2–0 | 1–0 | 2–1 | 3–1 | 1–1 |
| Piacenza          | 3–1 | 1–1 | 1–1 | 1–1 | 0–3 | 1–1 | 1–3 | 3–2 | 1–0 | 0–0 | 2–1 | —   | 3–0 | 0–0 | 2–2 | 0–0 | 2–0 | 1–0 |
| Reggiana          | 0–3 | 1–3 | 0–3 | 0–0 | 1–1 | 1–1 | 0–2 | 0–3 | 1–1 | 0–0 | 1–4 | 0–0 | —   | 1–1 | 1–1 | 0–0 | 2–2 | 0–0 |
| Roma              | 0–2 | 1–1 | 3–1 | 3–3 | 1–1 | 1–1 | 1–1 | 3–0 | 1–0 | 0–1 | 4–1 | 3–1 | 2–2 | —   | 1–4 | 0–3 | 4–3 | 2–0 |
| Sampdoria         | 2–0 | 1–2 | 4–1 | 1–1 | 1–2 | 0–1 | 1–0 | 2–1 | 0–1 | 1–1 | 5–2 | 3–0 | 3–0 | 1–2 | —   | 4–0 | 0–0 | 2–1 |
| Udinese           | 2–0 | 2–2 | 1–0 | 2–0 | 0–1 | 1–4 | 2–3 | 1–1 | 2–2 | 3–1 | 2–1 | 4–0 | 2–1 | 1–0 | 4–5 | —   | 3–0 | 1–1 |
| Verona            | 1–1 | 0–2 | 2–2 | 2–1 | 0–1 | 0–2 | 1–1 | 3–1 | 2–0 | 1–2 | 2–0 | 0–0 | 2–4 | 2–1 | 1–1 | 3–2 | —   | 2–2 |
| Vicenza           | 4–1 | 2–0 | 2–0 | 3–2 | 1–1 | 2–1 | 0–2 | 2–0 | 2–2 | 1–1 | 4–1 | 1–1 | 2–0 | 0–2 | 1–1 | 2–0 | 0–0 | —   |

## Desempate por el descenso
Al existir empate en puntos entre Piacenza y Cagliari fue necesaria la celebración de un partido de desempate conocido como Spareggio, el juego fue celebrado el 15 de junio de 1997 en el Estadio San Paolo de Nápoles.
| Local    | Resultado | Visitante |
| -------- | --------- | --------- |
| Piacenza | 3–1       | Cagliari  |

- Piacenza se mantuvo en la Serie A, Cagliari descendió a Serie B.